# …Baby One More Time (sång)
"…Baby One More Time" är en sång skriven av Max Martin, och inspelad av den amerikanska popsångerskan Britney Spears, och släppt på singel den 23 oktober 1998 i USA och i övriga världen under tidigt 1999. Den var hennes debutsingel, och låg även med på hennes debutalbum ...Baby One More Time från 1999. Den blev hennes första hitlåt och har blivit något av Britney Spears signaturmelodi. Låten gick den 30 januari 1999 högst upp i topp på hitlistan Billboard Hot 100 i USA.
Låten spelades in i Cheiron-studion våren 1998. På Trackslistan blev den 1999 års allra största hit.
Bland artister som har spelat in cover-versioner på sången finns till exempel Travis som var tidigt ute 1999. Black Ingvars gjorde hårdrock av låten 2000. Det finns även en version med Bowling for Soup. 23 juli 2015 släppte popartisten Tove Styrke en cover-version av sången med tillhörande musikvideo.

## Format och låtlistor
Formaten och låtlistorna för de större singelsläppen av "…Baby One More Time".
| CD-singel, Australien (1835) 1. "…Baby One More Time" — 3:30 2. "…Baby One More Time" [Instrumental] — 3:30 3. "Autumn Goodbye" 3:41 4. "…Baby One More Time" [Davidson Ospina Club Mix] — 5:40 5. "...Baby One More Time" (Video) 2-spårig CD, Europa (0581692) 1. "…Baby One More Time" — 3:30 2. "…Baby One More Time" [Instrumental] — 3:30 CD #1/maxisingel, Storbritannien (52169) 1. "…Baby One More Time" — 3:30 2. "…Baby One More Time" [Sharp Platinum Vocal Remix] — 8:11 3. "…Baby One More Time" [Davidson Ospina Club Mix] — 5:40 Begränsad version, Storbritannien (52275) 1. "…Baby One More Time" — 3:30 2. "…Baby One More Time" [Instrumental] — 3:30 3. "Autumn Goodbye" — 3:41 | CD-singel / The Singles Collection Boxset, Frankrike 1. "…Baby One More Time" — 3:30 2. "Autumn Goodbye" — 3:41 CD-singel, USA (42545) 1. "…Baby One More Time" — 3:30 2. "Autumn Goodbye" — 3:41 3. "...Baby One More Time" (Enhanced Video) Vinyl 12, USA (42535) - Sida A: 1. "…Baby One More Time" [Davidson Ospina Club Mix] — 5:40 2. "…Baby One More Time" [Davidson Ospina Chronicles Dub] — 6:30 3. "…Baby One More Time — 3:30 - Sida B: 1. "…Baby One More Time" [Sharp Platinum Vocal Remix] — 8:11 2. "…Baby One More Time" [Sharp Trade Dub] — 6:50 |

## Listplaceringar
| Lista (1998/1999)                 | Topplacering |
| --------------------------------- | ------------ |
| Kanadensiska singellistan         | 1            |
| US Billboard Hot 100              | 1            |
| US Billboard Top 40 Mainstream    | 1            |
| Australiska ARIA-singellistan     | 1            |
| Austrian Singles Chart            | 1            |
| Belgiska singellistan (Vallonien) | 1            |
| Danska singellistan               | 1            |
| Nederländska singellistan         | 1            |
| European Hot 100 Singles          | 1            |
| Finländska singellistan           | 1            |
| Franska SNEP-singellistan         | 1            |
| Tyska singellistan                | 1            |
| Irländska singellistan            | 1            |
| Italienska singellistan           | 1            |
| Nyzeeländska singellistan         | 1            |
| Norska singellistan               | 1            |
| Svenska singellistan              | 1            |
| Schweiziska singellistan          | 1            |
| Brittiska singellistan            | 1            |

| Land           | Placering |
| -------------- | --------- |
| Australien     | 2         |
| Österrike      | 3         |
| Belgien        | 1         |
| Europa         | 3         |
| Tyskland       | 3         |
| Schweiz        | 3         |
| Storbritannien | 1         |
| Storbritannien | 5         |

| Land           | Topplacering |
| -------------- | ------------ |
| Storbritannien | 25           |
| Nederländerna  | 91           |

| Land           | Certifierare | Certifikat | Försäljningar eller leveranser |
| -------------- | ------------ | ---------- | ------------------------------ |
| Australien     | ARIA         | 3× Platina | 210 000                        |
| Österrike      | IFPI         | Platina    | 300 000                        |
| Frankrike      | SNEP         | Platina    | 500 000                        |
| Tyskland       | IFPI         | 3× Platina | 750 000                        |
| Nederländerna  | NVPI         | Platina    | 60 000                         |
| Nya Zeeland    | RIANZ        | Platina    | 15 000                         |
| Norge          | IFPI         | 2× Platina | 20 000                         |
| Sverige        | IFPI         | Platina    | 60 000                         |
| Schweiz        | IFPI         | Platina    | 50 000                         |
| Storbritannien | BPI          | 2× Platina | 1 500 000                      |
| USA            | RIAA         | Platina    | 1 000                          |